# Trichodes alvearius
La cleride degli alveari (Trichodes alvearius (Fabricius, 1792)) è un coleottero polifago appartenente alla famiglia Cleroidea.

## Descrizione

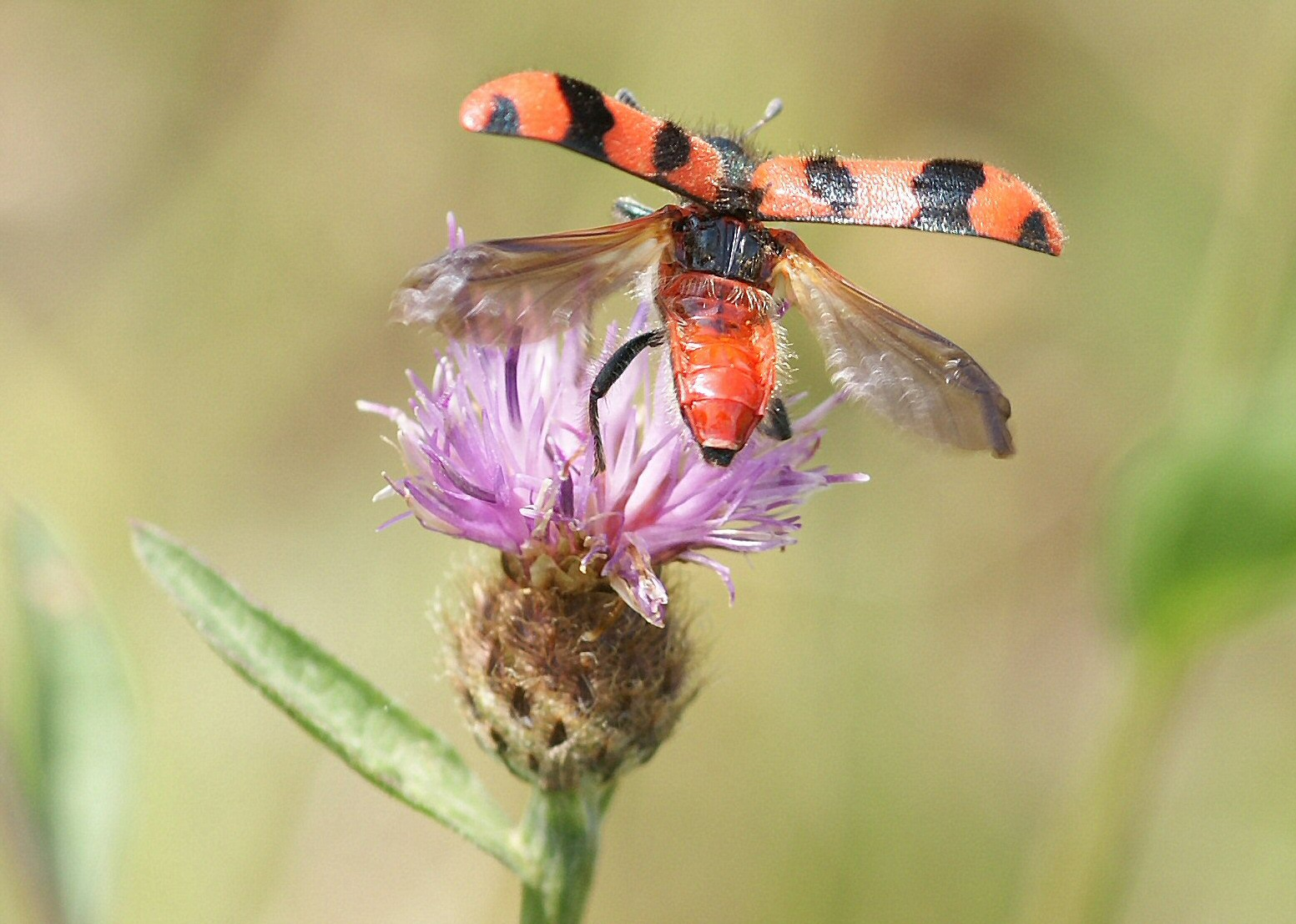
Trichodes alvearius che spicca il volo da un fiore di Centaurea mostra la sua colorazione brillante

Trichodes alvearius è un coleottero lungo dai 9 ai 16 millimetri, caratterizzato da una folta peluria su tutto il corpo, e da una vivace colorazione a bande rossa e nera-bluastra. Il capo, le zampe e lo scutello sono neri. Le elitre hanno tre bande trasversali nere, con sutura nera per tutta la sua lunghezza. Questa specie può essere facilmente distinta dalla simile Trichodes apiarius per la banda nera in mezzo alle elitre e per l'apice rosso delle stesse. Non vola facilmente, fidando nella colorazione aposematica per proteggersi dai predatori.

## Distribuzione e habitat
Questi coleotteri sono distribuiti in un vasto areale, comprendente l'Europa centrale, ed il Nord Africa. La specie si è estinta in Inghilterra nel 1805.

## Biologia
Allo stadio larvale sono parassiti di numerose specie di imenotteri, in quanto gli adulti depositano le uova in prossimità dei nidi di questi. Infatti sia il nome scientifico che quello volgare richiamano questa abitudine.
Gli adulti sono attivi da maggio ad agosto e sono essenzialmente floricoli, nutrendosi dei pollini di Apiaceae, Asteraceae e Crataegus. Comunque integrano la dieta nutrendosi di piccoli insetti come Oedemeridae, Psilothrix,  Stenopterus e Clytus.